# Jacek Kowalczyk (dziennikarz)
Jacek Kowalczyk (ur. 1959) – polski dziennikarz.

## Życiorys
Z wykształcenia jest polonistą. Karierę dziennikarską zaczynał w 1983 w tygodniku Wola. W latach 1989–1995 był sekretarzem redakcji Gazety Wyborczej. Po odejściu z Gazety przez siedem lat pracował w agencji reklamowej. Od 2002 roku był zastępcą redaktora naczelnego Przekroju, a od 19 lipca 2007 do grudnia 2009 jego redaktorem naczelnym.
Deklaruje się jako ateista. Był autorem bloga Listy ateistów 3.0.